# 朗根韦斯巴赫
朗根韦斯巴赫（德語：Langenweißbach）是德国萨克森州的市镇，隶属于茨维考县。总面积为22.49平方千米，截至2023年12月31日总人口为2,400人。